# Eddie Acuff
Eddie Acuff, pseudonimo di Edward DeKalb Acuff (Caruthersville, 3 giugno 1903 – Hollywood, 17 dicembre 1956), è stato un attore statunitense.

## Filmografia parziale
- La scomparsa di Stella Parish (I Found Stella Parish), regia di Mervyn LeRoy (1935)
- La foresta pietrificata (The Petrified Forest), regia di Archie Mayo (1936)
- L'ombra che cammina (The Walking Dead), regia di Michael Curtiz (1936)
- Mogli di lusso (The Golden Arrow), regia di Alfred E. Green (1936)
- L'uomo ucciso due volte (The Case of the Velvet Claws), regia di William Clemens (1936)
- Legione nera (Black Legion), regia di Archie Mayo (1937)
- The Outer Gate, regia di Raymond Cannon (1937)
- Vendetta (They Won't Forget), regia di Mervyn LeRoy (1937)
- Back in Circulation, regia di Ray Enright (1937)
- Love Is on the Air, regia di Nick Grinde (1937)
- Quattro figlie (Four Daughters), regia di Michael Curtiz (1938)
- Rhythm of the Saddle, regia di George Sherman (1938)
- Rough Riders' Round-up, regia di Joseph Kane (1939)
- Robin Hood of the Pecos, regia di Joseph Kane (1941)
- Addio Broadway! (The Great American Broadcast), regia di Archie Mayo (1941)
- La figlia della jungla (Jungle Girl), regia di John English e William Witney (1941)
- Calling Dr. Gillespie, regia di Harold S. Bucquet (1942)
- Avvenne domani (It Happened Tomorrow), regia di René Clair (1944)
- Heldorado, regia di William Witney (1946)
- Wake Up and Dream, regia di Lloyd Bacon (1946)